# Reprezentacja Związku Radzieckiego w bandy mężczyzn
Reprezentacja ZSRR w bandy mężczyzn – męski zespół, biorący udział w imieniu ZSRR w meczach i sportowych imprezach międzynarodowych w bandy, powoływany przez selekcjonera, w którym mogą występować wyłącznie zawodnicy posiadający obywatelstwo radzieckie. Za jej funkcjonowanie odpowiedzialny był Związek Bandy ZSRR (FHM SSSR), który do 1992 był członkiem Międzynarodowej Federacji Bandy (FIB).

## Historia
Swój pierwszy oficjalny mecz reprezentacja ZSRR rozegrała 24 lutego 1954 roku z Finlandią w Moskwie, wygrywając 2 – 1.

## Udział w turniejach międzynarodowych

### Igrzyska olimpijskie
Radzieccy zawodnicy bandy nie uczestniczyli w zimowych igrzyskach olimpijskich w 1952. Tylko raz ta dyscyplina sportu była przedstawiona na zimowych igrzyskach olimpijskich.
| 1952 | Nie uczestniczyła | Nie uczestniczyła | Nie uczestniczyła | Nie uczestniczyła |

### Mistrzostwa świata
Reprezentacja ZSRR uczestniczy nieprzerwanie od pierwszej edycji Mistrzostw świata, czyli od 1957 roku. Po rozpadzie ZSRR w końcu 1991 roku drużyna zaprzestała istnieć. ZSRR występował w Dywizji A i zawsze zajmował miejsca na podium. Najlepszymi mistrzostwami w wykonaniu Sbornej były mistrzostwa świata w 1957, 1961, 1963, 1965, 1967, 1969, 1971, 1973, 1975, 1977, 1979, 1985, 1989, 1991, kiedy to reprezentacja zdobywała złote medale.
| Udział w mistrzostwach świata | Udział w mistrzostwach świata | Udział w mistrzostwach świata |
| Rok                           | Miejsce                       |                               |
| ----------------------------- | ----------------------------- | ----------------------------- |
| 1957                          | Mistrz                        |                               |
| 1961                          | Mistrz                        |                               |
| 1963                          | Mistrz                        |                               |
| 1965                          | Mistrz                        |                               |
| 1967                          | Mistrz                        |                               |
| 1969                          | Mistrz                        |                               |
| 1971                          | Mistrz                        |                               |
| 1973                          | Mistrz                        |                               |
| 1975                          | Mistrz                        |                               |
| 1977                          | Mistrz                        |                               |
| 1979                          | Mistrz                        |                               |
| 1981                          | Wicemistrz                    |                               |
| 1983                          | Wicemistrz                    |                               |
| 1985                          | Mistrz                        |                               |
| 1987                          | 3. miejsce                    |                               |
| 1989                          | Mistrz                        |                               |
| 1991                          | Mistrz                        |                               |